# Therese aus dem Winckel
Therese Emilie Henriette aus dem Winckel (20 de dezembro de 1779 em Weissenfels - 7 de março de 1867 em Dresden) foi uma pintora, harpista e escritora alemã. Ela também publicou sob os pseudônimos Comala e Theorosa.